# Giambattista Altieri
Giambattista Altieri (ur. 20 czerwca 1589 w Rzymie, zm. 26 listopada 1654 w Narni) – włoski kardynał.

## Życiorys
Był synem Lorenza Altieri i Vittorii Delfini, jego bratem był Klemens X. W młodości studiował i uzyskał tytuł doktora utroque iure oraz doktora teologii. Sakrament święceń przyjął 1 grudnia 1613. 26 lutego 1624 został wybrany biskupem Camerino. Po trzech latach, w 1627, zrezygnował z biskupstwa na rzecz swojego brata. Od 14 lutego 1637 do 27 marca 1643 pełnił rolę wiceregenta Rzymu. 13 lipca 1643 został kreowany kardynałem prezbiterem i otrzymał kościół tytularny Santa Maria sopra Minerva. 31 sierpnia 1643 został mianowany biskupem Todi i pełnił tę funkcję do śmierci. Zmarł na apopleksję.